# Scoglio della Regina
Lo scoglio della Regina (Petra Majura in cosentino) è uno scoglio dell'Italia sito nel Mar Tirreno, in Calabria.

## Descrizione
Attualmente distaccato di circa 30 m dalla spiaggia, per effetto dell'erosione costiera, nello scorso secolo era invece adiacente al litorale della costa, e ora circondato da massi di pietra artificiali.. Alto circa 20 m, è il faraglione più famoso della riviera dei Cedri.
Il tratto di spiaggia prospiciente, amministrativamente appartiene ad Acquappesa, un comune italiano della provincia di Cosenza nella Regione Calabria, e non al confinante Comune di Guardia Piemontese, come spesso si ritiene.
Il nome deriva da alcune leggende locali, la più nota delle quali è relativa alla regina Isabella di Francia - sposa di Edoardo II d'Inghilterra - che bagnandosi in prossimità della spiaggia alla foce del fiume Bagni, ove sgorgavano anche le acque solfuree calde, sorgenti dalle sovrastanti colline rocciose delle Terme Luigiane, sarebbe rimasta in attesa del figlio desiderato.